# صنایع هوایی قدس
صنایع هوایی قدس یک شرکت فعال در زمینه صنایع هوایی به ویژه تولید پهپاد و متعلق به سازمان صنایع هوایی نیروهای مسلح جمهوری اسلامی ایران است.

## پیشینه
صنایع هوایی قدس در سال ۱۳۶۴ به منظور طراحی و تولید انواع هواپیماهای بدون سرنشین، با ماًموریتهای شناسایی، مراقبت، رزمی، آموزشی و هدف هوایی تاًسیس گردیده است و نخستین هواپیمای بدون سرنشین خود را با نام تلاش به مرحله تولید رسانده که در جنگ ایران و عراق نیز بکار گرفته شد و با نصب دوربین عکاسی به آن، عکس‌های ارزشمندی از مواضع عراق گرفت.
از این هواپیما به عنوان آموزش مقدماتی، برای پیدا کردن مهارتهای لازم، برای هدایت پرنده‌های پیشرفته استفاده شود. همچنین به عنوان هدف، به منظور آموزش یگانهای پدافند نیز کاربرد دارد.
برخاستن این هواپیما با استفاده از چرخ و از روی باند پروازی (باندهای خاکی نسبتاً هموار) صورت گرفته و بازیافت آن هم با چرخ روی باند می‌باشد. اصول پرواز آن نیز بسیار ساده و راحت می‌باشد.
صنایع هوایی قدس، پس از بهره‌برداری موفق هواپیمای بدون سرنشین تلاش اقدام به طراحی و ساخت انواع هواپیماهای دیگر با ماًموریتهای گوناگون نموده و در حال تولید انبوه می‌باشد. از هواپیماهای تولیدی آن می‌توان به  مهاجر اشاره نمود.

## تحریم
روز چهارشنبه ۲۵ آبان وزارت خارجه کانادا شش شخص حقیقی و دو نهاد جمهوری اسلامی ایران از جمله صنایع هوایی قدس را به‌‌دلیل نقض حقوق بشر و تحویل پهپاد به روسیه برای به‌کارگیری در تهاجم نظامی علیه اوکراین تحریم کرد. به این صورت پنجمین بسته تحریمی کانادا در سال ۲۰۲۲ در این زمینه اجرایی شد.